# Caterina Davinio

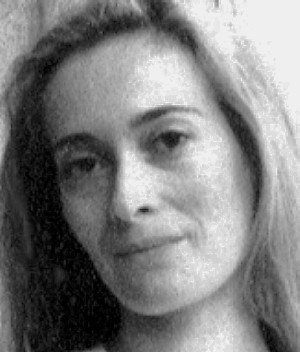
Caterina Davinio 1990

Caterina Davinio (* 25. November 1957 in Foggia; bürgerlich Maria Caterina Invidia) ist eine italienische Dichterin, Schriftstellerin und Künstlerin. Sie ist Autorin der digitalen Poesie und digitalen Kunst.

## Leben
Davinio lebte von 1962 bis 1997 in Rom und studierte italienische Literatur und Kunstgeschichte an der Universität La Sapienza. Seit 1997 lebt sie in der Lombardei, in Monza und Lecco und gilt als Künstlerin von internationalem Niveau.
Die Künstlerin begann Anfang der 1990er Jahre als Pionierin der italienischen elektronischen Poesie im experimentellen Feld von Schrift, visueller Kunst und neuen Medien und arbeitet mit Computer, Video, digitaler Fotografie und Internet. Des Weiteren ist sie Autorin von Romanen, Essays und visueller und konkreter Poesie. Sie schuf auch Werke mit traditionellen Techniken wie der Malerei. Mehrfach wurden ihre Kunstprojekte auf der Biennale in Venedig gezeigt, wo sie zum ersten Mal animierte digitale Poesie ausstellte (VeneziaPoesia, 1997).
Mit ihrer Webseite "Karenina.it" gilt sie als Begründerin der italienischen Net-poetry. Dort hob sie Grenzen zwischen Lyrik, Kunst, Kritik und Information auf und schuf eine Lyrik-Performance, die in diesem Falle die Bewegung von Daten und Informationen im Internet ist. Weitere Teilnehmer sind Julien Blaine, Clemente Padin, Philadepho Menezes und Mirella Bentivoglio.
Mit einer Reihe künstlerischer Initiativen seit 1992 schlug Caterina Davinio in Italien eine Brücke zwischen experimenteller Poesie und elektronischer und Videokunst.

## Werke

### Digitale Kunst, Videokunst
- Centomilamodi di… Perdere la Testa, Art Gallery Award – MC Microcomputer, Rom 1992
- Dialogie al Metroquadro, Rom 1994–95, in: VeneziaPoesia 1997, 47 Biennale von Venedig (a latere), Nanni Balestrini Kurator.
- Eventi Metropolitani, Rom 1995
- Videopoesie Terminali, Rom 1996–97
  - La casa-teatro di Sade (De Sade Theatre-Home), Rom 1996
  - Zinskij, l’ultima lettera (Zinskij, the Last Letter), Rom 1996
  - Natura contro natura (Nature Against Nature), Rom 1996. In 48 Biennale von Venedig 1999, Progetto Oreste, Padiglione Italia
  - Il nemico (The Enemy), Bergamo 1997. In 48 Biennale von Venedig 1999, Progetto Oreste, Padiglione Italia
- U.F.O.P., Unidentified Flying Poetry Objects, Monza 1999
  - Tribute to Munch, 1999
  - Tribute to Magritte, 1999
  - Tribute to Duchamp, 1999
  - Tribute to Julien Blaine, 1999
  - Tribute to Bartolomé Ferrando, 1999
  - Self-Portrait of the Artist as Time, 1999
- Fluxus Trilogy, Lecco 2002
  - Movember 16th, 2002
  - Movember 20th, 2002
  - Other Fluxes and Small Decadence, 2002
- Caterina Davinio for Alan Bowman Fried/Frozen Events 2003, Lecco 2003
- Poem in Red, Lecco 2005
- Milady Smiles. Dedicated to Jaguar E, CH – Lecco 2007
- Nature Obscure, Lecco 2007
  - Knives, 2007
  - Nature_Obscure, 2007
- Ma-mma, digital video, 2008
- Big Splash, digital video and installation, 2009
- Cracks in Memory, digital video, 2009
- Goa Radio Station from North Pole – Self-Portrait, digital video and photography, 2010; with music by Mirko Lalit Egger
- The First Poetry Space Shuttle Landing on Second Life, digital video on Second Life, 2010; with music by Mirko Lalit Egger
- Finally I Remember, 2010; with music by the rock band The NUV

### Net-Poetry
- 1998 Karenina.it, MAD 2003 Award (Section: "NET_ZINE"), Madrid
- 2001 Parallel Action-Bunker, 47 Biennale von Venedig, Harald Szeemann Kurator (in: Bunker poetico, Installation: Marco Nereo Rotelli)
- 2002 Copia dal vero (Paint from Nature), Florenz (I) und Ajaccio (F) (Rhizome Database, NYC)
- 2002 Global Poetry, UNESCO 2002 (Rhizome Database, NYC)
- 2003 GATES, 50 Biennale von Venedig (in: BlogWork the ArtWork is the Network, ASAC)
- 2005 Virtual Island, 51. Biennale von Venedig (a latere), in: Isola della Poesia; Installation: Marco Nereo Rotelli, Achille Bonito Oliva Kurator.
- 2009 The first Poetry Shuttle Landing on Second Life, und Network Poetico_Poetry reading in Web Cam, in 53. Biennale von Venedig (Eventi Collaterali), MHO_Save the Poetry (Fondazione Mare Nostrum)[2][3]

### Veröffentlichungen
Romane
- Còlor Còlor, Roman, Pasian di Prato – UD, Campanotto Editore, 1998, ISBN 88-456-0072-6
- Il sofà sui binari (Das Sofa auf den Schienen), Roman, Puntoacapo Editrice, 2013. ISBN 978-88-6679-137-9
- Sensibìlia (Sinne(Mira)bilia), Roman, Einführung von Giorgio Patrizi, Giuliano Ladolfi Editore, Borgomanero, 2015. ISBN 978-88-6644-226-4
- Il nulla ha gli occhi azzurri (Das Nichts hat blaue Augen), Roman, mit einer kritischen Note von Francesco Muzzioli, Effigie, 2017. ISBN 978-88-97648-85-7

Lyrik
- Fenomenologie seriali / Serial Phenomenologies, Gedichte; Italienisch-Englisch Text; Nachworten: Francesco Muzzioli, David W. Seaman; Campanotto Editore, Pasian di Prato – UD, 2010, ISBN 978-88-456-1188-9 Finalist im Carver Award[4] und im Nabokov Award[5]
- Il libro dell'oppio (1975–1990) (Das Buch des Opiums), Gedichte; Nachwort: Mauro Ferrari; Puntoacapo Editrice, 2012, ISBN 978-88-6679-110-2 Finalist im XXV Camaiore Award[6] un "Publica Laus" (Öffentliches Lob) im Certamem Apollinare Poeticum, literarischer Wettbewerb von der Università Pontificia Salesiana von Rom.[7]
- Aspettando la fine del mondo / Waiting for the End of the World, Gedichte, Italienisch-Englisch Text; Nachworten: Erminia Passannanti, David W. Seaman, Fermenti, Rom, 2012, ISBN 978-88-97171-30-0 Gewinner des Astrolabe Award für die Originalität des Textes 2013[8]
- Fatti deprecabili. Poesie e performance dal 1971 al 1996 (Tadelnswert Tatsachen. Gedichte und Performance von 1971 bis 1996), mit kritischen Einführungen von Dante Maffia und Ivano Mugnaini, ArteMuse – David&Matthaus, Serrungarina (PU), 2015. ISBN 978-88-6984-038-8 Für Verdienste gemeldet im Mario Luzi Internationalen Preis[9] und Gewinner des "Premio13" (Award 13)[10]
- Alieni in safari / Aliens on Safari, Poesie und Fotografie, Vorwort von Francesco Muzzioli und Note von David W. Seaman, Italienisch-Englisch Text, Robin, Rom 2016. ISBN 978-88-6740-801-6
- Rumors & motors. Concetti di poesia / Concepts of Poetry, digitale Poesie, illustriert, Farbe, mit einleitenden Essays von Jorge Luiz Antonio, Francesco Muzzioli, Lamberto Pignotti, mit Übersetzung in Englisch und teilweise in Portugiesisch, Campanotto, Pasian di Prato (UD) 2016. ISBN 978-88-456-1525-2
- Erranze e altri demoni - Driftings and Other Daemons, Poesie und Fotografie, mit drei kritischen Anmerkungen von Luca Benassi, Ivano Mugnaini, David W. Seaman, Italienisch-Englisch Text, Robin, Rom 2018. ISBN 978-88-7274-247-1

Essays
- Tecno-Poesia e realtà virtuali / Techno-Poetry and Virtual Realities, Essay (Italienisch-Englisch Text); Vorwort: Eugenio Miccini, Mantova, Sometti 2002. ISBN 88-88091-85-8
- Virtual Mercury House. Planetary & Interplanetary Events, book, e-book & DVD, Italienisch-Englisch Text, Rom, Polìmata, 2012, ISBN 978-88-96760-26-0

Andere Veröffentlichungen
- Caterina Davinio, Big Splash Network Poetico, eine internationale Anthologie von Gedichten aus dem Kunstprojekt, Fermenti Publisher, Rome 2015 ISBN 978-88-97171-59-1
- Caterina Davinio, Davinio, Malerei, Katalog, Rom, Parametro 1990
- Caterina Davinio, Paint from Nature. "Doc(k)s", paper and CD, 2001, Ajaccio, F, ISSN 0396-3004, commission paritaire 52 841
- Caterina Davinio, “Fenomenologie seriali”, Gedichte, "Tellus" 24–25, Scritture Celesti (S. Cassiano Valchiavenna – SO, I), Ed. Labos, 2003, ISSN 1124-1276
- Caterina Davinio, "Performance in evoluzione. Dalla centralità del corpo alla realtà virtuale", Zeitungsartikel, "Paese Sera" (I), 14. Juli 1992.
- Caterina Davinio, "Scritture/Realtà virtuali", Essay, in Scritture/Realtà, Mailand 2002.
- Caterina Davinio, "La poesia video-visiva tra arte elettronica e avanguardia letteraria", Essay, "Doc(K)s" (F), 1999, ISSN 0396-3004, commission paritaire 52 841.
- Caterina Davinio, "Net-Performance: Processes and Visible Form", Essay, "Doc(k)s", 2004, Ajaccio, F, Doc(k)s ISSN 0396-3004, commission paritaire 52 841.

## Ausstellungen
Caterina Davinio hat in mehr als dreihundert internationalen Ausstellungen teilgenommen, darunter: Biennales de Lyon (zwei Editionen), La Biennale di Venezia (sieben Editionen), Athens Biennial, Poliphonyx (Barcelona und Paris), Biennale di arti elettroniche, cinema e televisione (Rom), Le tribù dell'Arte (Tribù del video e della performance, Rom, Galleria Comunale d’Arte Moderna e Contemporanea. Künstlerische Leiter: Achille Bonito Oliva), Artmedia (Salerno Universität, Künstlerische Leiter: Mario Costa), E-Poetry (University SUNY Buffalo, New York), New Media Art Biennial (Mérida (Mexiko)).